# 프라나
프라나(산스크리트어: प्राणः)는 산스크리트어로 생명력을 뜻하는 단어로, 인도 철학에서 등장하는 개념이다. 중국 철학이나 의학에서 말하는 기(氣)와 유사한 개념이며 정과 신 사이의 매개체와 같은 역할을 한다. 그 성질에 따라서 목ㆍ화ㆍ토ㆍ금ㆍ수 다섯으로 분류하며 몸 안에서 작용할 때는 오장과 연계되어 있다. 프라나는 안으로 받아들이는 에너지로서 가슴에서 호흡으로 생명 에너지를 제공하는 기능을 하며 오행 중에 기를 거둬들이는 수렴 작용인 금의 속성을 지닌다.

## 같이 보기
- 차크라
- 과학적 회의주의
- 심의식